# 헝그리 잭스

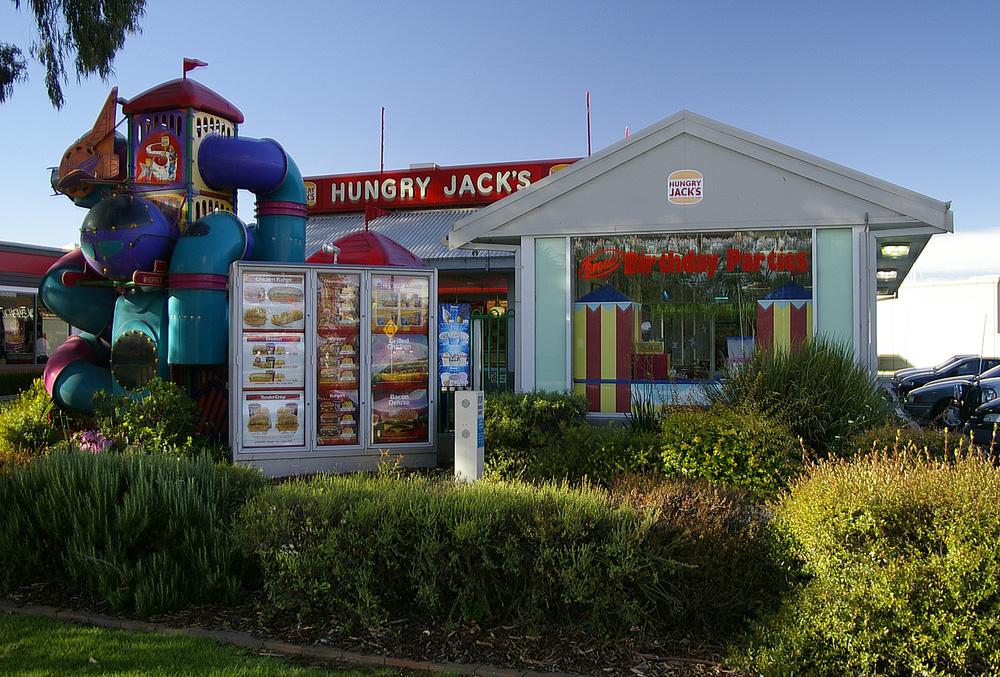
와가와가에 위치한 헝그리 잭스

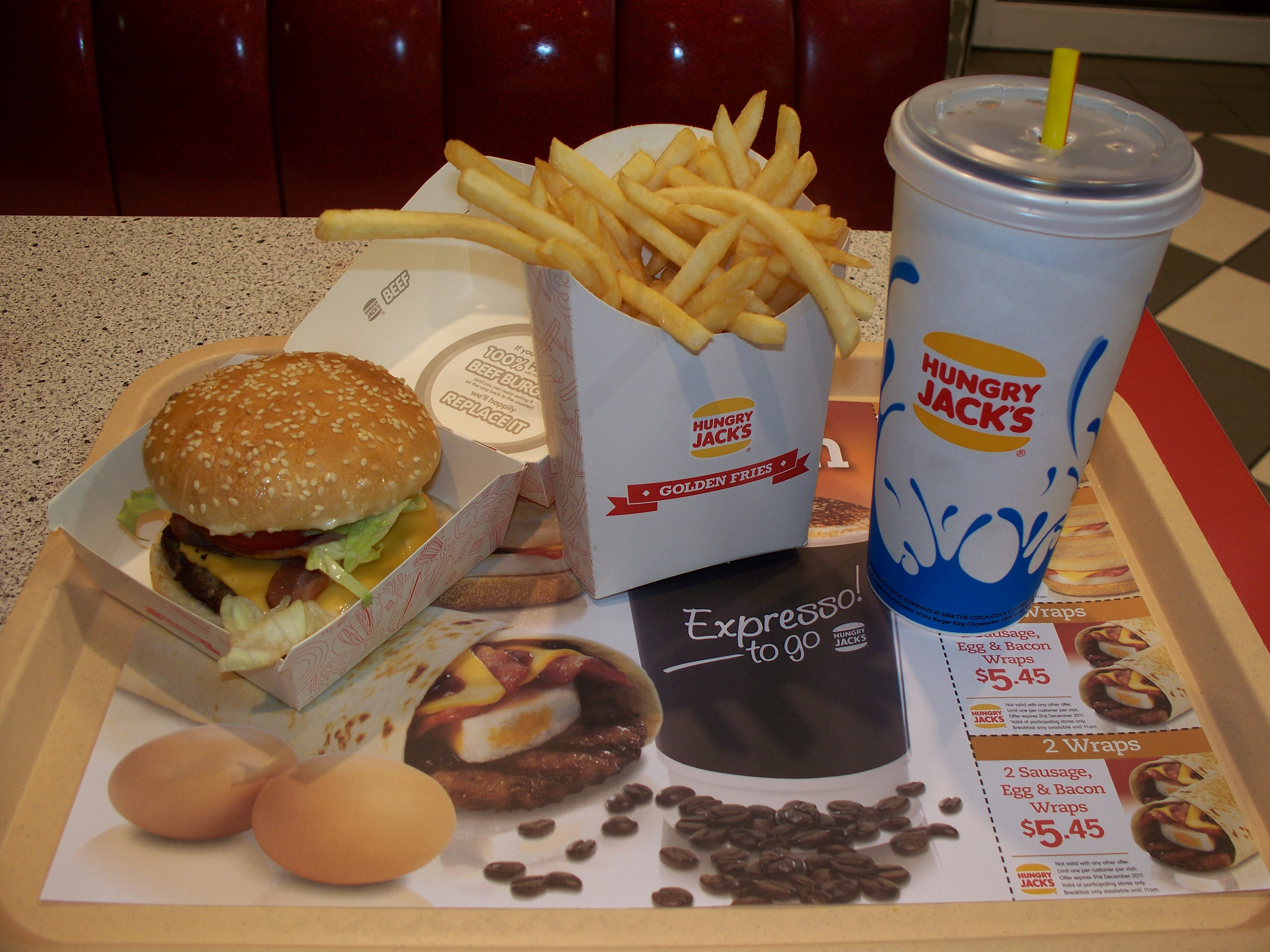
헝그리 잭스 제품들

헝그리 잭스(Hungry Jack's)는 버거킹의 오스트레일리아 프랜차이즈 이름이다. 잭 코윈이 운영하는 컴페터티브 푸즈 오스트레일리아의 자회사로 운영되고 있다.

## 같이 보기
- KFC